# Jean-Paul Belmondo
Jean-Paul Charles Belmondo (Neuilly-sur-Seine, 9 aprile 1933 – Parigi, 6 settembre 2021) è stato un attore francese.

## Biografia
Figlio di Paul Belmondo, uno scultore francese, nato nell'allora Algeria francese da genitori italiani (padre occitano piemontese e madre siciliana), e di Sarah Rainaud-Richard (1901-1997), una pittrice francese, il giovane Jean-Paul si diploma al secondo tentativo presso il Conservatoire national supérieur d'art dramatique, mostra più interesse allo sport che alla scuola (in particolare al pugilato ed al calcio) e, dopo un breve servizio militare in Algeria, inizia il suo apprendistato di attore in teatro, ove recita in classici come L'avaro di Molière e, successivamente, Cyrano de Bergerac di Rostand.
L'esordio cinematografico avviene nel 1956 con il cortometraggio Molière di Norbert Tildian. Nonostante abbia interpretato già pellicole di un certo rilievo, come A doppia mandata (1959) di Claude Chabrol e La ciociara (1960) di Vittorio De Sica, il film che lo consacra come uno dei maggiori attori francesi presso pubblico e critica è Fino all'ultimo respiro (1960) di Jean-Luc Godard, che lo aveva già diretto precedentemente nel cortometraggio Charlotte et son Jules. Dopo il successo con il film di Godard, Belmondo viene contattato da Claude Sautet per recitare accanto a Lino Ventura nel suo noir Asfalto che scotta (1960), molto apprezzato dalla critica. Con l'interpretazione seria e malinconica di Eric Stark, Belmondo dimostra notevole talento e intensità drammatica.

Jean-Paul Belmondo in La viaccia di Mauro Bolognini

Seguono successivamente le ottime prove recitative in film di buon successo, come Léon Morin, prete (1961), Lo spione (1962) e Lo sciacallo (1963), tutti e tre di Jean-Pierre Melville, maestro indiscusso del noir francese, regista che tra l'altro era apparso in un cameo nel film Fino all'ultimo respiro, nelle vesti dello scrittore Parvulesco. Nel 1963 Belmondo viene chiamato dal regista Renato Castellani per il suo Mare matto, dove interpreta brillantemente un marinaio livornese, innamorato di una pensionante (interpretata da Gina Lollobrigida) che poi si imbarcherà per trasportare un carico di vino, sotto la guida dell'ammiraglio (Odoardo Spadaro). La pellicola, pesantemente tagliata dal produttore Franco Cristaldi ma riscoperta oggi da molti critici, è un grande esempio di commedia all'italiana, con risvolti malinconici, che offre un grande spaccato dell'Italia degli anni sessanta.
Riconosciuto ormai come un divo fra i più popolari del cinema francese, con L'uomo di Rio (1964) di Philippe de Broca, Belmondo inizia la svolta del suo percorso artistico verso un filone più commerciale, tuttavia sempre molto apprezzato dal pubblico. Nel 1970 ottiene infatti un enorme successo internazionale con Borsalino, interpretato al fianco di Alain Delon. Ritornerà solo nel 1974 al cinema d'autore con Stavisky il grande truffatore di Alain Resnais, ma senza riscuotere particolari consensi.
Negli anni settanta si specializza nel genere poliziesco, interpretando spesso molte scene pericolose senza controfigura, intervallando la sua produzione con pellicole drammatiche: in questi anni lavora sotto la direzione di grandi registi come Henri Verneuil, Georges Lautner, Philippe Labro, Jacques Deray e Philippe de Broca. A partire dai tardi anni ottanta, tralasciando crepuscolari pellicole di genere poliziesco, guerra e commedia, come Professione: poliziotto (1983), Irresistibile bugiardo (1984), L'oro dei legionari (1984) e Tenero e violento (1987), Belmondo privilegia il teatro, ma ottiene ancora un grande riconoscimento dal cinema nel 1989, quando riceve il premio César per il migliore attore per il film Una vita non basta di Claude Lelouch.

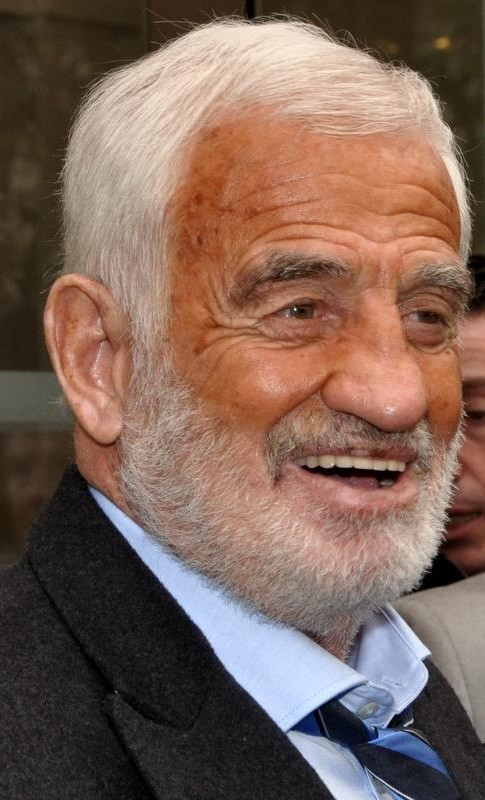
Belmondo nel 2013

La mattina dell'8 agosto 2001 è colpito da un'ischemia cerebrale che lo allontana dal grande schermo e dal teatro fino al 2008, quando torna al cinema come protagonista del remake francese di Umberto D. di De Sica. Il 18 maggio 2011 è insignito della Palma d'oro alla carriera durante la 64ª edizione del Festival di Cannes. Nel 2016, assieme con il regista Jerzy Skolimowski, gli è assegnato il Leone d'oro alla carriera alla Mostra internazionale d'arte cinematografica di Venezia. 
Nel 2016 il regista Régis Mardon gli dedica un documentario Belmondo par Belmondo, con la partecipazione di registi e attori nel ruolo di se stessi.
Il 6 settembre 2021 Belmondo muore nella sua casa di Parigi all'età di 88 anni. Dopo tre giorni riceve l'omaggio nazionale nel complesso degli Invalides; il giorno dopo si è svolto il funerale in forma privata presso l'abbazia di Saint-Germain-des-Prés a Parigi: tra i presenti anche l'amico Alain Delon. Il corpo di Belmondo è stato cremato al cimitero di Père-Lachaise.

### Stile e tipi di ruoli
Belmondo è da sempre apprezzato come attore per il suo stile scanzonato e brillante e per il suo grande carisma, che lo hanno contraddistinto in molteplici film, spesso in ruoli da 'duro con il cuore tenero' e da 'giovane aitante e spericolato', come nelle commedie di Philippe de Broca L'uomo di Rio (1964) e L'uomo di Hong Kong (1965). Questa sua caratteristica, unitamente alla sua maschera dai lineamenti particolarmente accentuati, che ha portato a definirlo il brutto più affascinante del cinema francese, gli ha comunque permesso di variare magistralmente i suoi ruoli, recitando efficacemente anche in film drammatici come La mia droga si chiama Julie (1969) di François Truffaut ed Il cadavere del mio nemico (1976) di Henri Verneuil.
A questo filone si aggiungono anche le sue intense interpretazioni in Léon Morin, prete (1961) di Jean-Pierre Melville e ne L'erede (1973) di Philippe Labro, quest'ultimo ispirato al caso Mattei. Altrettanto valide, sono state, inoltre, le sue rare performance in ruoli da antagonista o da 'protagonista ambiguo', come nel noir melvilliano Lo spione (1962) o come nel melò A doppia mandata (1959) di Claude Chabrol.

## Vita privata
Jean Paul Belmondo sposò il 4 dicembre 1952 la ballerina Élodie Constantin, dalla quale ebbe tre figli: Patricia (1958), deceduta nel 1994 in un incendio, Florence (nata nel 1960) e Paul Alexandre (nato nel 1963), prima pilota automobilistico e poi proprietario di una squadra che gareggia nella 24 Ore di Le Mans.
Dopo il divorzio dalla Constantin, nel 1966 Belmondo ebbe una relazione con l'attrice Ursula Andress che durò fino al 1972. Dallo stesso anno sino al 1980 fu sentimentalmente legato all'attrice italiana Laura Antonelli, mentre dal 1980 al 1987 con l'attrice e cantante brasiliana Carlos Sotto Mayor.
Il 29 dicembre 2002 sposò a Parigi in seconde nozze Natty Tardivel, con la quale conviveva da circa tredici anni e dalla quale divorziò sei anni dopo. Da questo matrimonio Belmondo ebbe la sua quarta figlia, Stella (nata il 13 agosto 2003). Dal 2008 al 2012 è stato legato a Barbara Gandolfi.
Era un grande appassionato di calcio ed era tifoso del Paris Saint-Germain.

## Filmografia

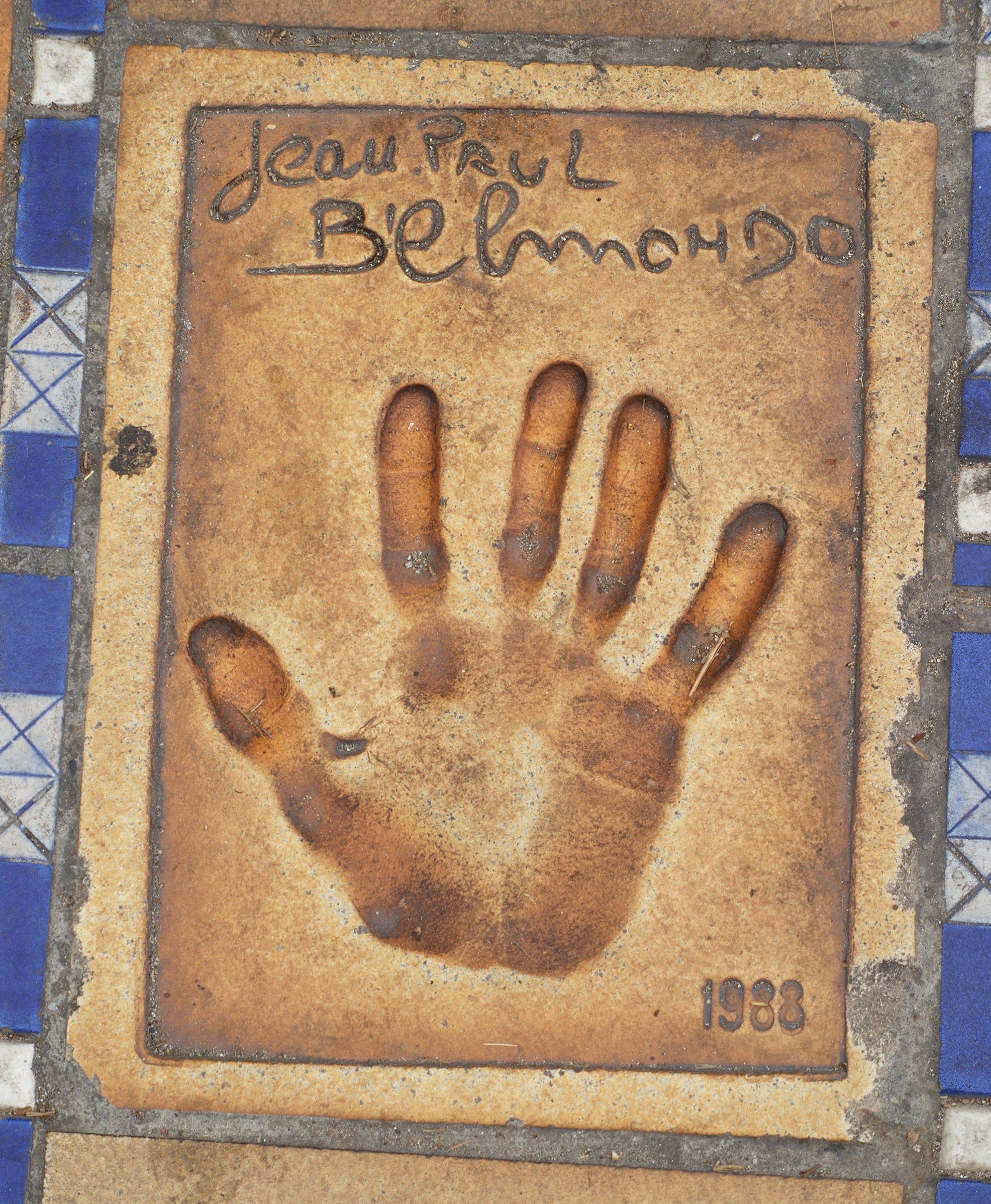
Impronta e autografo di Jean-Paul Belmondo sul marciapiede del Palais des Festivals a Cannes

- Molière, regia di Norbert Tildian – cortometraggio (1956)
- A piedi... a cavallo... in automobile (À pied, à cheval et en voiture), regia di Maurice Delbez (1957)
- Les Copains du dimanche, regia di Henri Aisner (1958)
- Charlotte et son Jules, regia di Jean-Luc Godard – cortometraggio (1958)
- Fatti bella e taci (Sois belle et tais-toi), regia di Marc Allégret (1958)
- Peccatori in blue-jeans (Les Tricheurs), regia di Marcel Carné (1958)
- Una strana domenica (Un drôle de dimanche), regia di Marc Allégret (1958)
- I tre moschettieri, regia di Claude Barma – film TV (1959)
- Angelica ragazza jet (Ein Engel auf Erden), regia di Géza von Radványi (1959)
- A doppia mandata (À double tour), regia di Claude Chabrol (1959)
- Fino all'ultimo respiro (À bout de souffle), regia di Jean-Luc Godard (1960)
- Asfalto che scotta (Classe tous risques), regia di Claude Sautet (1960)
- Moderato cantabile, regia di Peter Brook (1960)
- La francese e l'amore (La française et l'amour), regia di Henri Verneuil, episodio L'adultera (1960)
- Le distrazioni (Les distractions), regia di Jacques Dupont (1960)
- Lettere di una novizia, regia di Alberto Lattuada (1960)
- La ciociara, regia di Vittorio De Sica (1960)
- La viaccia, regia di Mauro Bolognini (1961)
- La donna è donna (Une femme est une femme), regia di Jean-Luc Godard (1961)
- Léon Morin, prete (Léon Morin, prêtre), regia di Jean-Pierre Melville (1961)
- Amori celebri (Amours célèbres), regia di Michel Boisrond, episodio Lauzun (1961)
- Quello che spara per primo (Un nommé La Rocca), regia di Jean Becker (1961)
- Riviera-Story, regia di Wolfgang Becker (1961)
- Cartouche, regia di Philippe de Broca (1962)
- Quando torna l'inverno (Un singe en hiver), regia di Henri Verneuil (1962)
- Lo spione (Le doulos), regia di Jean-Pierre Melville (1962)
- I Don Giovanni della Costa Azzurra, regia di Vittorio Sala (1962) – cameo, non accreditato
- Mare matto, regia di Renato Castellani (1963)
- Il giorno più corto, regia di Sergio Corbucci (1963)
- Buccia di banana (Peau de banane), regia di Marcel Ophüls (1963)
- Lo sciacallo (L'aîné des Ferchaux), regia di Jean-Pierre Melville (1963)
- Confetti al pepe (Dragées au poivre), regia di Jacques Baratier (1963)
- L'uomo di Rio (L'homme de Rio), regia di Philippe de Broca (1964)
- 100.000 dollari al sole (Cent mille dollars au soleil), regia di Henri Verneuil (1964)
- Scappamento aperto (Échappement libre), regia di Jean Becker (1964)
- Caccia al maschio (La chasse à l'homme), regia di Édouard Molinaro (1964)
- Week-end a Zuydcoote (Week-end à Zuydcoote), regia di Henri Verneuil (1964)
- Rapina al sole (Par un beau matin d'été), regia di Jacques Deray (1965)
- Il bandito delle 11 (Pierrot le fou), regia di Jean-Luc Godard (1965)
- L'uomo di Hong Kong (Les tribulations d'un chinois en Chine), regia di Philippe de Broca (1965)
- Parigi brucia? (Paris brûle-t-il?), regia di René Clément (1966)
- Un avventuriero a Tahiti (Tendre voyou), regia di Jean Becker (1966)
- Il ladro di Parigi (Le voleur), regia di Louis Malle (1967)
- James Bond 007 - Casino Royale (Casino Royale), regia di Val Guest, Ken Hughes, John Huston, Joseph McGrath e Robert Parrish (1967)
- Criminal Face - Storia di un criminale (Ho!), regia di Robert Enrico (1968)
- Un tipo che mi piace (Un homme qui me plaît), regia di Claude Lelouch (1969)
- Il cervello (Le cerveau), regia di Gérard Oury (1969)
- La mia droga si chiama Julie (La Sirène du Mississipi), regia di François Truffaut (1969)
- Borsalino, regia di Jacques Deray (1970)
- Gli sposi dell'anno secondo (Les Mariés de l'an II), regia di Jean-Paul Rappeneau (1971)
- Gli scassinatori (Le casse), regia di Henri Verneuil (1971)
- Trappola per un lupo (Docteur Popaul), regia di Claude Chabrol (1972)
- Il clan dei marsigliesi (La scoumoune), regia di José Giovanni (1972)
- L'erede (L'héritier), regia di Philippe Labro (1973)
- Come si distrugge la reputazione del più grande agente segreto del mondo (Le magnifique), regia di Philippe de Broca (1973)
- Stavisky il grande truffatore (Stavisky), regia di Alain Resnais (1974)
- Il poliziotto della brigata criminale (Peur sur la ville), regia di Henri Verneuil (1975)
- L'incorreggibile (L'incorrigible), regia di Philippe de Broca (1975)
- Lo sparviero (L'alpagueur), regia di Philippe Labro (1976)
- Il cadavere del mio nemico (Le corps de mon ennemi), regia di Henri Verneuil (1976)
- L'animale (L'animal), regia di Claude Zidi (1977)
- Poliziotto o canaglia (Flic ou voyou), regia di Georges Lautner (1979)
- Il piccione di piazza San Marco (Le guignolo), regia di Georges Lautner (1980)
- Joss il professionista (Le professionnel), regia di Georges Lautner (1981)
- L'asso degli assi (L'as des as), regia di Gérard Oury (1982)
- Professione: poliziotto (Le marginal), regia di Jacques Deray (1983)
- L'oro dei legionari (Les morfalous), regia di Henri Verneuil (1984)
- Irresistibile bugiardo, regia di Georges Lautner (1984)
- Hold-Up, regia di Alexandre Arcady (1985)
- Tenero e violento (Le solitaire), regia di Jacques Deray (1987)
- Kean, film TV, regia di Pierre Badel (1988)
- Una vita non basta (Itinéraire d'un enfant gâté), regia di Claude Lelouch (1988)
- L'inconnu dans la maison, regia di Georges Lautner (1992)
- Cento e una notte, regia di Agnès Varda (1995)
- I miserabili (Les misérables), regia di Claude Lelouch (1995)
- Désiré, regia di Bernard Murat (1996)
- La puce à l'oreille, regia di Yves Di Tullio – film TV (1997)
- Uno dei due (1 chance sur 2), regia di Patrice Leconte (1998)
- Peut-être, regia di Cédric Klapisch (1999)
- Actors (Les acteurs), regia di Bertrand Blier (2000)
- Amazone, regia di Philippe de Broca (2000)
- L'aîné des Ferchaux, regia di Bernard Stora – film TV (2001)
- Un uomo e il suo cane (Un homme et son chien), regia di Francis Huster (2008)
- Belmondo par Belmondo, regia di Régis Mardon – documentario (2016) – se stesso

## L'immagine di Belmondo nel fumetto
L'attore ha prestato i tratti del viso a diversi personaggi dei fumetti:
- Blueberry di Jean-Michel Charlier e Jean Giraud
- Goldrake di Renzo Barbieri e Sandro Angiolini[17]
- Cobra di Buichi Terasawa[18]
- Aladino, protagonista dell'anime erotico Le mille e una notte di Eiichi Yamamoto

## Doppiatori italiani
Nelle versioni italiane dei suoi film Jean-Paul Belmondo è stato doppiato da:
- Pino Locchi in Una strana domenica, Fino all'ultimo respiro, Moderato cantabile,  Lettere di una novizia, La donna è donna, Cartouche, Mare matto, Buccia di banana, L'uomo di Rio, Caccia al maschio, Week-end a Zuydcoote, Il bandito delle 11, L'uomo di Hong Kong, Parigi brucia?, Un avventuriero a Tahiti, Criminal Face - Storia di un criminale, Il cervello, La mia droga si chiama Julie, Borsalino, Gli sposi dell'anno secondo, Gli scassinatori, Trappola per un lupo, Il clan dei marsigliesi, L'erede, Come si distrugge la reputazione del più grande agente segreto del mondo, Stavisky il grande truffatore, Il poliziotto della brigata criminale, L'incorreggibile, Lo sparviero, Il cadavere del mio nemico, Poliziotto o canaglia, Il piccione di piazza S. Marco, Joss il professionista, L'asso degli assi, Una vita non basta
- Renzo Palmer ne Lo sciacallo, Rapina al sole
- Renato Izzo in Angelica ragazza jet
- Nando Gazzolo in A doppia mandata
- Massimo Turci in Asfalto che scotta
- Achille Millo ne La ciociara
- Giancarlo Sbragia ne La viaccia
- Giuseppe Rinaldi in Léon Morin, prete
- Cesare Barbetti in Quando torna l'inverno
- Renato Cominetti ne Lo spione
- Renzo Stacchi in Professione: poliziotto
- Michele Kalamera ne L'oro dei legionari
- Michele Gammino in Uno dei due
- Gino La Monica in Un uomo e il suo cane
- Mino Caprio ne Il ladro di Parigi (ridoppiaggio)[19]